# Poczet królów i książąt polskich (seria monet)
Poczet królów i książąt polskich – tematyczna seria 92 monet:
- obiegowych z okolicznościowym wizerunkiem (okolicznościowych) oraz
- kolekcjonerskich (obiegowych i próbnych)

emitowanych przez Narodowy Bank Polski w latach 1979–2005, z umieszczonymi na rewersach wizerunkami 23 wybranych polskich władców.
Monety wchodzące w skład serii bito w okresach:
- PRL – 38 emisji, z nazwą państwa „Polska Rzeczpospolita Ludowa” i godłem w postaci orła bez korony (1979–1989, nominały od 50– do 5000 złotych)[3],
- III Rzeczypospolitej – 54 emisje, z nazwą „Rzeczpospolita Polska” i orłem w koronie:
  - przeddenominacyjnym – 9 emisji (1992–1994, nominały: 10 000–, 20 000– i 200 000 złotych)[4],
  - podenomnacyjnym – 45 emisji (1996–2005, nominały: 2–, 10– i 100 złotych)[5].

## Ikonografia
Na monetach serii umieszczone były wizerunki wybranych władców Polski.
W zależności od przyjętej optyki, wyemitowane przez NBP w ramach serii numizmaty można podzielić na trzy bądź cztery podserie bite jako monety:
- obiegowe z wizerunkiem okolicznościowym (okolicznościowe) w miedzioniklu albo stopie nordic gold, z popiersiami władców,
- kolekcjonerskie w srebrze:
  - z popiersiami władców,
  - z wizerunkami władców w półpostaci,
- kolekcjonerskie w złocie, z popiersiami władców.

W przypadku dwóch srebrnych monet z Janem III Sobieskim przedstawione na rewersach wyobrażenia króla ukazują bardziej mniejszą i większą jego postać niż popiersie i półpostać, chociaż NBP w swoich oficjalnych nazwach dla tych emisji konsekwentnie korzystał z wcześniej przyjętej nomenklatury.

## Charakterystyka
Podseria srebrna z wizerunkami władców w półpostaci, od Mieszka I (1979) do Jadwigi Andegaweńskiej (1988), była bita w postaci prób kolekcjonerskich (o nieobiegowym statusie prawnym), a od Władysława II Jagiełły (1989) jako monety kolekcjonerskie (o obiegowym statusie prawnym). Podserię tę od samego początku, tj. od Mieszka I (1979), aż do Stefana Batorego (1997) emitowano w stosunkowo niewielkich nakładach, od 2500 sztuk (niektóre próby kolekcjonerskie oraz kolekcjonerska moneta 5000 złotych z półpostacią Władysława II Jagiełły), do 5000 sztuk (wszystkie emisje półpostaci okresu przeddenominacyjnego i pierwsze dwie podenominacyjnego III Rzeczypospolitej).
Na odpowiadających sobie tematycznie monetach należących do obydwu podserii srebrnych widnieje ten sam rok bicia, z wyjątkiem 10-złotówek z Augustem II Mocnym, którego wersja z popiersiem weszła do obiegu kolekcjonerskiego w 2002 r, a w półpostaci – w 2005 r.
W okresie PRL emisje w złocie zostały wstrzymane w 1981 r. po wybiciu 2000 złotych z Władysławem I Hermanem. Przerwa ta trwała również w okresie przeddenominacyjnym III Rzeczypospolitej (1990–1994), chociaż okolicznościowe emisje w miedzioniklu i kolekcjonerskie w srebrze były prowadzone. Bicia w złocie wznowiono w 1997 r. od 100-złotówki ze Stefanem Batorym, uzupełniając w latach następnych władców włączonych do serii pomiędzy 1981 a 1997 rokiem.
W latach 1979–1994 do bicia w srebrze monet kolekcjonerskich, zarówno zwykłych, jak i próbnych, wykorzystywano kruszec próby 750, a od 1995 r. – 925. Monety złote bito wyłącznie w kruszcu próby 900.
Kolekcjonerskie emisje wykonywano stemplem lustrzanym, a okolicznościowe – zwykłym.
Monety kolekcjonerskie bito z rantem gładkim, okolicznościowe zaś w latach:
- 1979–1994 – ząbkowanym,
- 1996–1998 – gładkim,
- 1999–2000 – z wklęsłym napisem „NARODOWY BANK POLSKI”,
- 2001–2005 – z wklęsłym, ośmiokrotnie powtórzonym napisem „NBP”, co drugi napis obrócony o 180 stopni.

Emisje okolicznościowe przeprowadzano w metalach:
- miedzioniklu – w latach 1979–1994, w nominałach:
  - 50 złotych (1979–1982, 6 emisji),
  - 100 złotych (1985–1988, 4 emisje),
  - 500 złotych (1989, 1 emisja),
  - 10 000 złotych (1992, 1 emisja),
  - 20 000 złotych (1993–1994, 2 emisje),
- stopie nordic gold – 2 złote (1996–2005, 9 emisji).

Emisje kolekcjonerskie w srebrze przeprowadzano w nominałach:
- 200 złotych (1979–1982, 6 emisji kolekcjonerskich oraz 6 – próbnych kolekcjonerskich),
- 500 złotych (1985–1988, 4 emisje),
- 1000 złotych (1985–1988, 4 emisje próbne kolekcjonerskie),
- 5000 złotych (1989, 2 emisje),
- 200 000 złotych (1992–1994, 6 emisji),
- 10 złotych (1996–2005, 18 emisji).

Emisje w złocie w latach 1979–1981 bito w postaci monet o nominale 2000 złotych (5 władców), a od 1997 do 2005 r. – jako 100-złotówki (18 władców).
W okresie podenominacyjnym III Rzeczypospolitej, w przypadku kolekcjonerskich emisji w srebrze, tylko w 1996 r. wybito monety na krążkach o masie 16,5 grama, zmniejszając ją, bez zmiany średnicy numizmatów, do 14,14 grama w roku następnym i utrzymując konsekwentnie ten standard aż do roku 2005.
Wszystkie emisje okresu PRL (1979–1989) i przeddenominacyjnego III Rzeczypospolitej (1992–1994) mają swoje odpowiedniki w serii próbnych monet niklowych. W przypadku dwóch pierwszych władców, tj. Mieszka I oraz Bolesława I Chrobrego, w postaci prób niklowych wybito też niezrealizowane w formie: okolicznościowej, kolekcjonerskiej, ani próbnej kolekcjonerskiej projekty nominałów:
- 50 złotych – Mieszko I w półpostaci (1979) oraz alternatywny projekt okolicznościowej monety z Bolesławem I Chrobrym (1980),
- 2000 złotych – Mieszko I w półpostaci (1979).

## Lista monet seriiPoczet królów i książąt polskich
| Lp. | Władca                                       | Wizerunek | Nominał         | Rok  | Parametry   | Parametry     | Parametry | Nakład (sztuk) | Projekt                                                    | Typ                   | Wprowadzona          | Zdjęcie        |
| Lp. | Władca                                       | Wizerunek | Nominał         | Rok  | Stop        | Średnica (mm) | Masa (g)  | Nakład (sztuk) | Projekt                                                    | Typ                   | Wprowadzona          | Zdjęcie        |
| --- | -------------------------------------------- | --------- | --------------- | ---- | ----------- | ------------- | --------- | -------------- | ---------------------------------------------------------- | --------------------- | -------------------- | -------------- |
| 1   | Mieszko I (960–992)                          | popiersie | 2000 złotych    | 1979 | Au900       | 21            | 8         | 3000           | Stanisława Wątróbska                                       | kolekcjonerska        | 31 grudnia 1979      | awers i rewers |
| 2   | Mieszko I (960–992)                          | popiersie | 200 złotych     | 1979 | Ag750       | 33            | 17,6      | 12 150         | Stanisława Wątróbska                                       | kolekcjonerska        | 31 grudnia 1979      | awers i rewers |
| 3   | Mieszko I (960–992)                          | półpostać | 200 złotych     | 1979 | Ag750       | 33            | 17,6      | 4100           | awers: Stanisława Wątróbska rewers: Zygmunt Kaczor         | próbna kolekcjonerska | –                    | awers i rewers |
| 4   | Mieszko I (960–992)                          | popiersie | 50 złotych      | 1979 | CuNi        | 30,5          | 11,7      | 2 640 400      | awers: Anna Jarnuszkiewicz rewers: Stanisława Wątróbska    | okolicznościowa       | 31 grudnia 1979      | awersrewers    |
| 5   | Bolesław I Chrobry (992–1025)                | popiersie | 2000 złotych    | 1980 | Au900       | 21            | 8         | 2500           | Stanisława Wątróbska                                       | kolekcjonerska        | 7 sierpnia 1980      | awers i rewers |
| 6   | Bolesław I Chrobry (992–1025)                | popiersie | 200 złotych     | 1980 | Ag750       | 33            | 17,6      | 12 000         | Stanisława Wątróbska                                       | kolekcjonerska        | 7 sierpnia 1980      | awers i rewers |
| 7   | Bolesław I Chrobry (992–1025)                | półpostać | 200 złotych     | 1980 | Ag750       | 33            | 17,6      | 4020           | awers: Stanisława Wątróbska rewers: Ewa Olszewska-Borys    | próbna kolekcjonerska | –                    | awersrewers    |
| 8   | Bolesław I Chrobry (992–1025)                | popiersie | 50 złotych      | 1980 | CuNi        | 30,5          | 11,7      | 2 564 200      | awers: Anna Jarnuszkiewicz rewers: Stanisława Wątróbska    | okolicznościowa       | 7 sierpnia 1980      | awersrewers    |
| 9   | Kazimierz I Odnowiciel (1039–1058)           | popiersie | 2000 złotych    | 1980 | Au900       | 21            | 8         | 2500           | awers: Stanisława Wątróbska rewers: Ewa Olszewska-Borys    | kolekcjonerska        | 28 listopada 1980    | awersrewers    |
| 10  | Kazimierz I Odnowiciel (1039–1058)           | popiersie | 200 złotych     | 1980 | Ag750       | 33            | 17,6      | 12 000         | awers: Stanisława Wątróbska rewers: Ewa Olszewska-Borys    | kolekcjonerska        | 28 listopada 1980    | awers i rewers |
| 11  | Kazimierz I Odnowiciel (1039–1058)           | półpostać | 200 złotych     | 1980 | Ag750       | 33            | 17,6      | 4020           | Stanisława Wątróbska                                       | próbna kolekcjonerska | –                    | awers i rewers |
| 12  | Kazimierz I Odnowiciel (1039–1058)           | popiersie | 50 złotych      | 1980 | CuNi        | 30,5          | 11,7      | 2 503 800      | awers: Anna Jarnuszkiewicz rewers: Ewa Olszewska-Borys     | okolicznościowa       | 28 listopada 1980    | awersrewers    |
| 13  | Bolesław II Śmiały (1058–1079)               | popiersie | 2000 złotych    | 1981 | Au900       | 21            | 8         | 3000           | awers: Stanisława Wątróbska rewers: Ewa Olszewska-Borys    | kolekcjonerska        | 15 maja 1981         | awers i rewers |
| 14  | Bolesław II Śmiały (1058–1079)               | popiersie | 200 złotych     | 1981 | Ag750       | 33            | 17,6      | 12 000         | awers: Stanisława Wątróbska rewers: Ewa Olszewska-Borys    | kolekcjonerska        | 15 maja 1981         | awers i rewers |
| 15  | Bolesław II Śmiały (1058–1079)               | półpostać | 200 złotych     | 1981 | Ag750       | 33            | 17,6      | 4020           | Stanisława Wątróbska                                       | próbna kolekcjonerska | –                    | awers i rewers |
| 16  | Bolesław II Śmiały (1058–1079)               | popiersie | 50 złotych      | 1981 | CuNi        | 30,5          | 11,7      | 2 538 400      | awers: Anna Jarnuszkiewicz rewers: Ewa Olszewska-Borys     | okolicznościowa       | 15 maja 1981         | awersrewers    |
| 17  | Władysław I Herman (1079–1102)               | popiersie | 2000 złotych    | 1981 | Au900       | 21            | 8         | 3113           | Stanisława Wątróbska                                       | kolekcjonerska        | 15 maja 1981         | awers i rewers |
| 18  | Władysław I Herman (1079–1102)               | popiersie | 200 złotych     | 1981 | Ag750       | 33            | 17,6      | 12 000         | Stanisława Wątróbska                                       | kolekcjonerska        | 15 maja 1981         | awers i rewers |
| 19  | Władysław I Herman (1079–1102)               | półpostać | 200 złotych     | 1981 | Ag750       | 33            | 17,6      | 4020           | awers: Stanisława Wątróbska Ewa Tyc-Karpińska              | próbna kolekcjonerska | –                    | awers i rewers |
| 20  | Władysław I Herman (1079–1102)               | popiersie | 50 złotych      | 1981 | CuNi        | 30,5          | 11,7      | 2 500 000      | awers: Anna Jarnuszkiewicz rewers: Stanisława Wątróbska    | okolicznościowa       | 15 maja 1981         | awersrewers    |
| 21  | Bolesław III Krzywousty (1102–1138)          | popiersie | 100 złotych     | 2001 | Au900       | 21            | 8         | 2000           | awers: Ewa Tyc-Karpińska rewers: Ewa Olszewska-Borys       | kolekcjonerska        | 27 czerwca 2001      | awersrewers    |
| 22  | Bolesław III Krzywousty (1102–1138)          | popiersie | 200 złotych     | 1982 | Ag750       | 33            | 17,6      | 12 000         | awers: Stanisława Wątróbska rewers: Ewa Olszewska-Borys    | kolekcjonerska        | 21 sierpnia 1982     | awers i rewers |
| 23  | Bolesław III Krzywousty (1102–1138)          | półpostać | 200 złotych     | 1982 | Ag750       | 33            | 17,6      | 3000           | Stanisława Wątróbska                                       | próbna kolekcjonerska | –                    | awers i rewers |
| 24  | Bolesław III Krzywousty (1102–1138)          | popiersie | 50 złotych      | 1982 | CuNi        | 30,5          | 11,7      | 2 618 100      | awers: Anna Jarnuszkiewicz rewers: Ewa Olszewska-Borys     | okolicznościowa       | 21 sierpnia 1982     | awersrewers    |
| 25  | Przemysł II (1295–1296)                      | popiersie | 100 złotych     | 2004 | Au900       | 21            | 8         | 2000           | awers: Ewa Tyc-Karpińska rewers: Robert Kotowicz           | kolekcjonerska        | 20 lutego 2004       | awersrewers    |
| 26  | Przemysł II (1295–1296)                      | popiersie | 500 złotych     | 1985 | Ag750       | 32            | 16,5      | 8000           | awers: Ewa Tyc-Karpińska rewers: Stanisława Wątróbska      | kolekcjonerska        | 10 maja 1985         | awers i rewers |
| 27  | Przemysł II (1295–1296)                      | półpostać | 1000 złotych    | 1985 | Ag750       | 32            | 16,5      | 2500           | awers: Ewa Tyc-Karpińska rewers: Ewa Olszewska-Borys       | próbna kolekcjonerska | –                    | awers i rewers |
| 28  | Przemysł II (1295–1296)                      | popiersie | 100 złotych     | 1985 | CuNi        | 29,5          | 10,8      | 2 924 300      | Stanisława Wątróbska                                       | okolicznościowa       | 10 maja 1985         | awersrewers    |
| 29  | Władysław I Łokietek (1320–1333)             | popiersie | 100 złotych     | 2001 | Au900       | 21            | 8         | 2000           | awers: Ewa Tyc-Karpińska rewers: Stanisława Wątróbska      | kolekcjonerska        | 18 kwietnia 2001     | awersrewers    |
| 30  | Władysław I Łokietek (1320–1333)             | popiersie | 500 złotych     | 1986 | Ag750       | 32            | 16,5      | 8000           | awers: Ewa Tyc-Karpińska rewers: Stanisława Wątróbska      | kolekcjonerska        | 24 czerwca 1986      | awers i rewers |
| 31  | Władysław I Łokietek (1320–1333)             | półpostać | 1000 złotych    | 1986 | Ag750       | 32            | 16,5      | 2500           | awers: Ewa Tyc-Karpińska rewers: Ewa Olszewska-Borys       | próbna kolekcjonerska | –                    | awers i rewers |
| 32  | Władysław I Łokietek (1320–1333)             | popiersie | 100 złotych     | 1986 | CuNi        | 29,5          | 10,8      | 2 539 700      | awers: Ewa Tyc-Karpińska rewers: Stanisława Wątróbska      | okolicznościowa       | 24 czerwca 1986      | awersrewers    |
| 33  | Kazimierz III Wielki (1333–1370)             | popiersie | 100 złotych     | 2002 | Au900       | 21            | 8         | 2400           | Ewa Tyc-Karpińska                                          | kolekcjonerska        | 6 lutego 2002        | awersrewers    |
| 34  | Kazimierz III Wielki (1333–1370)             | popiersie | 500 złotych     | 1987 | Ag750       | 32            | 16,5      | 8000           | Ewa Tyc-Karpińska                                          | kolekcjonerska        | 8 grudnia 1987       | awers i rewers |
| 35  | Kazimierz III Wielki (1333–1370)             | półpostać | 1000 złotych    | 1987 | Ag750       | 32            | 16,5      | 2500           | awers: Ewa Tyc-Karpińska rewers: Stanisława Wątróbska      | próbna kolekcjonerska | –                    | awers i rewers |
| 36  | Kazimierz III Wielki (1333–1370)             | popiersie | 100 złotych     | 1987 | CuNi        | 29,5          | 10,8      | 2 479 200      | Ewa Tyc-Karpińska                                          | okolicznościowa       | 8 grudnia 1987       | awersrewers    |
| 37  | Jadwiga (1384–1399)                          | popiersie | 100 złotych     | 2000 | Au900       | 21            | 8         | 2000           | awers: Ewa Tyc-Karpińska rewers: Stanisława Wątróbska      | kolekcjonerska        | 6 września 2000      | awers i rewers |
| 38  | Jadwiga (1384–1399)                          | popiersie | 500 złotych     | 1988 | Ag750       | 32            | 16,5      | 8000           | awers: Ewa Tyc-Karpińska rewers: Stanisława Wątróbska      | kolekcjonerska        | ?                    | awers i rewers |
| 39  | Jadwiga (1384–1399)                          | półpostać | 1000 złotych    | 1988 | Ag750       | 32            | 16,5      | 2500           | Ewa Tyc-Karpińska                                          | próbna kolekcjonerska | –                    | awersrewers    |
| 40  | Jadwiga (1384–1399)                          | popiersie | 100 złotych     | 1988 | CuNi        | 29,5          | 10,8      | 2 469 000      | awers: Ewa Tyc-Karpińska rewers: Stanisława Wątróbska      | okolicznościowa       | 25 października 1988 | awersrewers    |
| 41  | Władysław II Jagiełło (1386–1434)            | popiersie | 100 złotych     | 2002 | Au900       | 21            | 8         | 2000           | awers: Ewa Tyc-Karpińska rewers: Anna Wątróbska-Wdowiarska | kolekcjonerska        | 17 kwietnia 2002     | awersrewers    |
| 42  | Władysław II Jagiełło (1386–1434)            | popiersie | 5000 złotych    | 1989 | Ag750       | 32            | 16,5      | 8000           | awers: Ewa Tyc-Karpińska rewers: Anna Wątróbska-Wdowiarska | kolekcjonerska        | ?                    | awers i rewers |
| 43  | Władysław II Jagiełło (1386–1434)            | półpostać | 5000 złotych    | 1989 | Ag750       | 32            | 16,5      | 2500           | awers: Ewa Tyc-Karpińska rewers: Stanisława Wątróbska      | kolekcjonerska        | ?                    | awersrewers    |
| 44  | Władysław II Jagiełło (1386–1434)            | popiersie | 500 złotych     | 1989 | CuNi        | 29,5          | 10,8      | 2 544 000      | awers: Ewa Tyc-Karpińska rewers: Anna Wątróbska-Wdowiarska | okolicznościowa       | 25 czerwca 1990      | awersrewers    |
| 45  | Władysław III Warneńczyk (1434–1444)         | popiersie | 100 złotych     | 2003 | Au900       | 21            | 8         | 2000           | Ewa Tyc-Karpińska                                          | kolekcjonerska        | 5 lutego 2003        | awersrewers    |
| 46  | Władysław III Warneńczyk (1434–1444)         | popiersie | 200 000 złotych | 1992 | Ag750       | 32            | 16,5      | 15 000         | Ewa Tyc-Karpińska                                          | kolekcjonerska        | 30 grudnia 1992      | awers i rewers |
| 47  | Władysław III Warneńczyk (1434–1444)         | półpostać | 200 000 złotych | 1992 | Ag750       | 32            | 16,5      | 5000           | Ewa Tyc-Karpińska                                          | kolekcjonerska        | 30 grudnia 1992      | awers i rewers |
| 48  | Władysław III Warneńczyk (1434–1444)         | popiersie | 10 000 złotych  | 1992 | CuNi        | 29,5          | 10,8      | 2 500 000      | awers: Stanisława Wątróbska rewers: Ewa Tyc-Karpińska      | okolicznościowa       | 30 grudnia 1992      | awersrewers    |
| 49  | Kazimierz IV Jagiellończyk (1447–1492)       | popiersie | 100 złotych     | 2003 | Au900       | 21            | 8         | 2300           | Ewa Tyc-Karpińska                                          | kolekcjonerska        | 7 maja 2003          | awersrewers    |
| 50  | Kazimierz IV Jagiellończyk (1447–1492)       | popiersie | 200 000 złotych | 1993 | Ag750       | 32            | 16,5      | 15 000         | Ewa Tyc-Karpińska                                          | kolekcjonerska        | 16 grudnia 1993      | awers i rewers |
| 51  | Kazimierz IV Jagiellończyk (1447–1492)       | półpostać | 200 000 złotych | 1993 | Ag750       | 32            | 16,5      | 5000           | Ewa Tyc-Karpińska                                          | kolekcjonerska        | 16 grudnia 1993      | awers i rewers |
| 52  | Kazimierz IV Jagiellończyk (1447–1492)       | popiersie | 20 000 złotych  | 1993 | CuNi        | 29,5          | 10,8      | 1 500 000      | Ewa Tyc-Karpińska                                          | okolicznościowa       | 16 grudnia 1993      | awersrewers    |
| 53  | Zygmunt I Stary (1506–1548)                  | popiersie | 100 złotych     | 2004 | Au900       | 21            | 8         | 2300           | Ewa Tyc-Karpińska                                          | kolekcjonerska        | 7 czerwca 2004       | awersrewers    |
| 54  | Zygmunt I Stary (1506–1548)                  | popiersie | 200 000 złotych | 1994 | Ag750       | 32            | 16,5      | 15 000         | Ewa Tyc-Karpińska                                          | kolekcjonerska        | 26 września 1994     | awers i rewers |
| 55  | Zygmunt I Stary (1506–1548)                  | półpostać | 200 000 złotych | 1994 | Ag750       | 32            | 16,5      | 5000           | Ewa Tyc-Karpińska                                          | kolekcjonerska        | 26 września 1994     | awers i rewers |
| 56  | Zygmunt I Stary (1506–1548)                  | popiersie | 20 000 złotych  | 1994 | CuNi        | 29,5          | 10,8      | 1 500 000      | Ewa Tyc-Karpińska                                          | okolicznościowa       | 26 września 1994     | awersrewers    |
| 57  | Zygmunt II August (1548–1572)                | popiersie | 100 złotych     | 2004 | Au900       | 21            | 8         | 2000           | Ewa Tyc-Karpińska                                          | kolekcjonerska        | 14 kwietnia 1999     | awers i rewers |
| 58  | Zygmunt II August (1548–1572)                | popiersie | 10 złotych      | 1994 | Ag925       | 32            | 16,5      | 13 000         | Ewa Tyc-Karpińska                                          | kolekcjonerska        | 27 maja 1996         | awersrewers    |
| 59  | Zygmunt II August (1548–1572)                | półpostać | 10 złotych      | 1994 | Ag925       | 32            | 16,5      | 5000           | Ewa Tyc-Karpińska                                          | kolekcjonerska        | 27 maja 1996         | awersrewers    |
| 60  | Zygmunt II August (1548–1572)                | popiersie | 2 złote         | 1994 | CuAl5Zn5Sn1 | 27            | 8,15      | 200 000        | Ewa Tyc-Karpińska                                          | okolicznościowa       | 27 maja 1996         | awersrewers    |
| 61  | Stefan Batory (1576–1586)                    | popiersie | 100 złotych     | 1997 | Au900       | 21            | 8         | 2000           | Ewa Tyc-Karpińska                                          | kolekcjonerska        | 30 czerwca 1997      | awersrewers    |
| 62  | Stefan Batory (1576–1586)                    | popiersie | 10 złotych      | 1997 | Ag925       | 32            | 14,14     | 15 000         | Ewa Tyc-Karpińska                                          | kolekcjonerska        | 30 czerwca 1997      | awersrewers    |
| 63  | Stefan Batory (1576–1586)                    | półpostać | 10 złotych      | 1997 | Ag925       | 32            | 14,14     | 5000           | Ewa Tyc-Karpińska                                          | kolekcjonerska        | 30 czerwca 1997      | awersrewers    |
| 64  | Stefan Batory (1576–1586)                    | popiersie | 2 złote         | 1997 | CuAl5Zn5Sn1 | 27            | 8,15      | 315 000        | Ewa Tyc-Karpińska                                          | okolicznościowa       | 30 czerwca 1997      | awersrewers    |
| 65  | Zygmunt III Waza (1587–1632)                 | popiersie | 100 złotych     | 1998 | Au900       | 21            | 8         | 2500           | Ewa Tyc-Karpińska                                          | kolekcjonerska        | 29 kwietnia 1998     | awersrewers    |
| 66  | Zygmunt III Waza (1587–1632)                 | popiersie | 10 złotych      | 1998 | Ag925       | 32            | 14,14     | 22 000         | Ewa Tyc-Karpińska                                          | kolekcjonerska        | 29 kwietnia 1998     | awersrewers    |
| 67  | Zygmunt III Waza (1587–1632)                 | półpostać | 10 złotych      | 1998 | Ag925       | 32            | 14,14     | 14 000         | Ewa Tyc-Karpińska                                          | kolekcjonerska        | 29 kwietnia 1998     | awersrewers    |
| 68  | Zygmunt III Waza (1587–1632)                 | popiersie | 2 złote         | 1998 | CuAl5Zn5Sn1 | 27            | 8,15      | 400 000        | Ewa Tyc-Karpińska                                          | okolicznościowa       | 29 kwietnia 1998     | awersrewers    |
| 69  | Władysław IV Waza (1632–1648)                | popiersie | 100 złotych     | 1999 | Au900       | 21            | 8         | 2300           | Ewa Tyc-Karpińska                                          | kolekcjonerska        | 30 listopada 1999    | awers i rewers |
| 70  | Władysław IV Waza (1632–1648)                | popiersie | 10 złotych      | 1999 | Ag925       | 32            | 14,14     | 20 000         | Ewa Tyc-Karpińska                                          | kolekcjonerska        | 30 listopada 1999    | awersrewers    |
| 71  | Władysław IV Waza (1632–1648)                | półpostać | 10 złotych      | 1999 | Ag925       | 32            | 14,14     | 13 000         | Ewa Tyc-Karpińska                                          | kolekcjonerska        | 30 listopada 1999    | awersrewers    |
| 72  | Władysław IV Waza (1632–1648)                | popiersie | 2 złote         | 1999 | CuAl5Zn5Sn1 | 27            | 8,15      | 500 000        | Ewa Tyc-Karpińska                                          | okolicznościowa       | 30 listopada 1999    | awers i rewers |
| 73  | Jan II Kazimierz (1648–1668)                 | popiersie | 100 złotych     | 2000 | Au900       | 21            | 8         | 2000           | Ewa Tyc-Karpińska                                          | kolekcjonerska        | 27 września 2000     | awers i rewers |
| 74  | Jan II Kazimierz (1648–1668)                 | popiersie | 10 złotych      | 2000 | Ag925       | 32            | 14,14     | 20 000         | Ewa Tyc-Karpińska                                          | kolekcjonerska        | 27 września 2000     | awers i rewers |
| 75  | Jan II Kazimierz (1648–1668)                 | półpostać | 10 złotych      | 2000 | Ag925       | 32            | 14,14     | 14 000         | Ewa Tyc-Karpińska                                          | kolekcjonerska        | 27 września 2000     | awers i rewers |
| 76  | Jan II Kazimierz (1648–1668)                 | popiersie | 2 złote         | 2000 | CuAl5Zn5Sn1 | 27            | 8,15      | 450 000        | Ewa Tyc-Karpińska                                          | okolicznościowa       | 27 września 2000     | awers i rewers |
| 77  | Jan III Sobieski (1674–1696)                 | popiersie | 100 złotych     | 2001 | Au900       | 21            | 8         | 2200           | Ewa Tyc-Karpińska                                          | kolekcjonerska        | 3 października 2001  | awersrewers    |
| 78  | Jan III Sobieski (1674–1696)                 | popiersie | 10 złotych      | 2001 | Ag925       | 32            | 14,14     | 24 000         | Ewa Tyc-Karpińska                                          | kolekcjonerska        | 3 października 2001  | awersrewers    |
| 79  | Jan III Sobieski (1674–1696)                 | półpostać | 10 złotych      | 2001 | Ag925       | 32            | 14,14     | 17 000         | Ewa Tyc-Karpińska                                          | kolekcjonerska        | 3 października 2001  | awersrewers    |
| 80  | Jan III Sobieski (1674–1696)                 | popiersie | 2 złote         | 2001 | CuAl5Zn5Sn1 | 27            | 8,15      | 500 000        | Ewa Tyc-Karpińska                                          | okolicznościowa       | 3 października 2001  | awersrewers    |
| 81  | August II Mocny (1697–1706; 1709–1733)       | popiersie | 100 złotych     | 2005 | Au900       | 21            | 8         | 4200           | Ewa Tyc-Karpińska                                          | kolekcjonerska        | 22 lutego 2005       | awersrewers    |
| 82  | August II Mocny (1697–1706; 1709–1733)       | popiersie | 10 złotych      | 2002 | Ag925       | 32            | 14,14     | 30 000         | Ewa Tyc-Karpińska                                          | kolekcjonerska        | 4 września 2002      | awersrewers    |
| 83  | August II Mocny (1697–1706; 1709–1733)       | półpostać | 10 złotych      | 2005 | Ag925       | 32            | 14,14     | 61 000         | Ewa Tyc-Karpińska                                          | kolekcjonerska        | 22 lutego 2005       | awersrewers    |
| 84  | August II Mocny (1697–1706; 1709–1733)       | popiersie | 2 złote         | 2002 | CuAl5Zn5Sn1 | 27            | 8,15      | 620 000        | Ewa Tyc-Karpińska                                          | okolicznościowa       | 4 września 2002      | awersrewers    |
| 85  | Stanisław Leszczyński (1704–1709; 1733–1736) | popiersie | 100 złotych     | 2003 | Au900       | 21            | 8         | 2500           | Ewa Tyc-Karpińska                                          | kolekcjonerska        | 15 października 2003 | awersrewers    |
| 86  | Stanisław Leszczyński (1704–1709; 1733–1736) | popiersie | 10 złotych      | 2003 | Ag925       | 32            | 14,14     | 45 000         | Ewa Tyc-Karpińska                                          | kolekcjonerska        | 15 października 2003 | awersrewers    |
| 87  | Stanisław Leszczyński (1704–1709; 1733–1736) | półpostać | 10 złotych      | 2003 | Ag925       | 32            | 14,14     | 40 000         | Ewa Tyc-Karpińska                                          | kolekcjonerska        | 15 października 2003 | awersrewers    |
| 88  | Stanisław Leszczyński (1704–1709; 1733–1736) | popiersie | 2 złote         | 2003 | CuAl5Zn5Sn1 | 27            | 8,15      | 600 000        | Ewa Tyc-Karpińska                                          | okolicznościowa       | 15 października 2003 | awersrewers    |
| 89  | Stanisław August Poniatowski (1764–1795)     | popiersie | 100 złotych     | 2005 | Au900       | 21            | 8         | 4200           | Ewa Tyc-Karpińska                                          | kolekcjonerska        | 18 listopada 2005    | awersrewers    |
| 90  | Stanisław August Poniatowski (1764–1795)     | popiersie | 10 złotych      | 2005 | Ag925       | 32            | 14,14     | 60 000         | Ewa Tyc-Karpińska                                          | kolekcjonerska        | 18 listopada 2005    | awersrewers    |
| 91  | Stanisław August Poniatowski (1764–1795)     | półpostać | 10 złotych      | 2005 | Ag925       | 32            | 14,14     | 60 000         | Ewa Tyc-Karpińska                                          | kolekcjonerska        | 18 listopada 2005    | awersrewers    |
| 92  | Stanisław August Poniatowski (1764–1795)     | popiersie | 2 złote         | 2005 | CuAl5Zn5Sn1 | 27            | 8,15      | 990 000        | Ewa Tyc-Karpińska                                          | okolicznościowa       | 18 listopada 2005    | awersrewers    |